# Зуев, Георгий Тихонович
Георгий Тихонович Зуев (1 [14] апреля 1902, Даниловка, область Войска Донского — 8 ноября 1971, Москва) — советский военный деятель, Генерал-майор (1945 год).

## Биография
Георгий Тихонович Зуев родился 1 апреля 1902 года в пгт Даниловка ныне Даниловского района Волгоградской области.

### Гражданская война
В июне 1918 года был призван в ряды РККА и направлен красноармейцем в состав 23-й стрелковой дивизии (9-я армия), после чего принимал участие в боевых действиях на Южном и Юго-Восточном фронтах против войск под командованием генерала А. И. Деникина, а также в подавлении восстаний на Дону, однако в декабре 1919 года был уволен из РККА с формулировкой «непризывной год».

### Межвоенное время
В ноябре 1920 года был призван и направлен красноармейцем отдельного отряда ЧОН, однако в марте 1921 года был уволен по ликвидации отряда. В мае 1924 года был повторно призван и направлен красноармейцем в дивизию ОН войск ОГПУ, дислоцированной в Москве. С февраля 1926 года находился в долгосрочном отпуске.
В апреле 1932 года был вновь призван и направлен военным комиссаром отдельного батальона в составе Особого стрелкового корпуса (ОКДВА), в ноябре 1935 года был назначен на должность инструктора пропаганды 1-го артиллерийского полка этого же корпуса, а с мая 1936 года исполнял должность старшего инструктора политического отдела Приморской группы войск ОКДВА, дислоцированной в городе Ворошилов.
В ноябре 1938 года был направлен на учёбу в Военную академию имени М. В. Фрунзе, которую окончил с отличием и в феврале 1940 года был назначен на должность помощника начальника оперативного отделения штаба 119-й стрелковой дивизии, после чего принимал участие в боевых действиях во время советско-финской войны.
В июле 1940 года был назначен на должность начальника учебного отдела курсов военной подготовки и переподготовки руководящих работников партийных комитетов Красной Армии.

### Великая Отечественная война
10 июля 1941 года был назначен на должность начальника штаба 276-й стрелковой дивизии, а в мае 1942 года — на должность начальника штаба 106-й стрелковой дивизии, однако в конце мая заболел и был госпитализирован. После излечения в июле 1942 года был назначен на должность старшего офицера штаба 44-й армии (Закавказский фронт), а с декабря того же года временно исполнял должность командира 43-й стрелковой бригады. За боевые подвиги был награждён орденом Красного Знамени.
В апреле 1943 года был назначен на должность заместителя командира 9-го стрелкового корпуса. С 15 июня по 5 июля временно командовал корпусом, который вёл оборонительные боевые действия в районе станицы Курганская (Краснодарский край). С июля того же года состоял в резерве Ставки Верховного Главнокомандования при Высшей военной академии имени К. Е. Ворошилова и в сентябре был назначен на должность начальника Ставропольского суворовского военного училища.

### Послевоенная карьера
После окончания войны Зуев находился на прежней должности.
С июля 1946 года находился в распоряжении Военного совета Северокавказского военного округа и в октябре того же года был назначен на должность начальника штаба 31-го стрелкового корпуса (Белгородский военный округ), а в январе 1948 года — на должность военного атташе при миссии СССР в Венгрии.
В мае 1949 года был направлен на учёбу на высшие академические курсы при Высшей военной академии имени К. Е. Ворошилова, после окончания которых в июле 1950 года был назначен на должность помощника командующего 14-й армией (Дальневосточный военный округ), а в июле 1953 года — на должность начальника учебного отдела стрелково-тактических курсов «Выстрел».
Генерал-майор Георгий Тихонович Зуев в октябре 1954 года вышел в запас. Умер 8 ноября 1971 года в Москве.

## Награды
- Орден Ленина;
- Два ордена Красного Знамени;
- Орден Отечественной войны 1 степени;
- Орден Красной Звезды;
- Медали.